# Bicentrični štirikotnik
Bicéntrični ali tetívnotangéntni štírikótnik je v ravninski geometriji konveksni štirikotnik, ki je hkrati tetivni in tangentni štirikotnik, oziroma, če obstaja krožnica, ki vsebuje vsa njegova oglišča (očrtana krožnica), in krožnica, ki se dotika vseh njegovih stranic (včrtana krožnica).

## Opredelitve
Konveksni štirikotnik ABCD s stranicami a, b, c in d je bicentričen, če in samo če zanj velja Pitotov izrek:
{\displaystyle a+c=b+d\!\,,}
nasprotna kota pa sta suplementarna:
{\displaystyle \alpha +\gamma =\beta +\delta =\pi \!\,.}
Tri druge opredelitve obravnavajo točke v katerih je včrtana krožnica v tangentnem štirikotniku tangentna na stranice. Če je včrtana krožnica tangentna na stranice AB, BC, CD, DA v točkah W, X, Y in Z, je tangentni štirikotnik ABCD tudi tetiven, če in samo če velja katera od zvez:
- {\displaystyle WY\bot \,XZ} (dotikalni štirikotnik WXYZ je ortodiagonalen.)

- {\displaystyle {\frac {AW}{WB}}={\frac {DY}{YC}}}

- {\displaystyle {\frac {AC}{BD}}={\frac {AW+CY}{BX+DZ}}}

Če so točke E, F, G in H razpolovišča stranic dotikalnega štirikotnika WX, XY, YZ in ZW, je tangentni štirikotnik ABCD tudi tetiven, če in samo če je štirikotnik EFGH kvadrat.
Po naslednji opredelitvi, če je središče včrtane krožnice I v tangentnem štirikotniku, kjer se podaljški nasprotnih stranic sekajo v točkah J in K, je štirikotnik tudi tetiven, če in samo če je JIK pravi kot.
Po še eni opredelitvi je tangentni štirikotnik ABCD tetiven, če in samo če je njegova Newton-Gaussova premica pravokotna na Newton-Gaussovo premico njegovega dotikalnega štirikotnika WXYZ.

## Splošne značilnosti
Polmer včrtane krožnice r in polmer očrtane krožnice R sta povezana z (Fussov problem):
{\displaystyle a^{2}+b^{2}=c^{2}\!\,,}
kjer je:
{\displaystyle a={\frac {1}{R+x}}\!\,,}
{\displaystyle b={\frac {1}{R-x}}\!\,,}
{\displaystyle c={\frac {1}{r}},\quad r\geq R{\sqrt {2}}\!\,}
in x razdalja med središčema včrtane in središčem očrtane krožnice. r imamo lahko za višino na hipotenuzo pravokotnega trikotnika s katetama dolžine {\displaystyle R\pm x}. To lahko zapišemo tudi kot (Fussova enačba):
{\displaystyle \left(R^{2}-x^{2}\right)^{2}=2r^{2}\left(R^{2}+x^{2}\right)\!\,,}
{\displaystyle (R+r+x)(R+r-x)(R-r+x)(R-r-x)=r^{4}\!\,}
Fussovo enačbo lahko preuredimo v obliko:
{\displaystyle x^{2}=\left({\sqrt {R^{2}+{\frac {r^{2}}{4}}}}-{\frac {r}{2}}\right)\left({\sqrt {R^{2}+{\frac {r^{2}}{4}}}}-{\frac {r3}{2}}\right)\!\,.}
Zapišemo jo lahko tudi kot:
{\displaystyle (p^{2}-1)(q^{2}-1)=1\!\,,}
kjer je:
{\displaystyle p={\frac {R+x}{r}}={\frac {1}{ar}}\!\,,}
{\displaystyle q={\frac {R-x}{r}}={\frac {1}{br}}\!\,.}

## Posebni primeri
Tudi nekateri deltoidi so bicentrični. V njih sta zaradi Talesovega izreka dva nasprotna notranja kota prava. Če je v mnogokotniku en notranji kot pravi in je mnogokotnik bicentričen, je to že deltoid z dvema nasprotnima notranjima pravima kotoma, saj sta suplementarna, oziroma, ne obstaja bicentrični štirikotnik z enim samim notranjim pravim kotom. 
Prav tako so bicentrični tudi nekateri enakokraki trapezi, oziroma od teh vsi enakokraki tangentni trapezi. Poseben primer bicentričnega štirikotnika je kvadrat, saj je pravilni mnogokotnik.

## Ploščina
Ploščina bicentričnega štirikotnika je:
{\displaystyle p={\sqrt {abcd}}={\frac {1}{2}}{\sqrt {f_{1}^{2}f_{2}^{2}-(ac-bd)^{2}}}\!\,,}
kjer sta {\displaystyle f_{1}} in {\displaystyle f_{2}} diagonali bicentričnega štirikotnika. Prva oblika je poseben primer Brahmaguptove enačbe. Lahko jo izpeljemo neposredno iz trgonometrične enačbe za ploščino tangentnega štirikotnika.
Če sta v bicentričnem štirikotniku tangentni tetivi k in l, je njegova ploščina enaka:
{\displaystyle p={\frac {klf_{1}f_{2}}{k^{2}+l^{2}}}\!\,.}